# Furkan Haltalı
Furkan Haltalı (Selçuklu, 2 dicembre 2002) è un cestista turco.

## Carriera

### Nazionale
Nel 2021 ha disputato il Mondiale Under-19, concluso al nono posto finale.

## Palmarès

### Competizioni nazionali
- Campionato turco: 1

Anadolu Efes: 2022-23